# Антар, Али Ахмад Насер
Али́ Ахма́д На́сер А́нтар аль-Биши (араб. علي أحمد ناصر عنتر‎; род. ок. 1937, дер. Хариба, Эд-Дали, провинция Лахдж — ум. 13 января 1986, Аден) — заместитель генерального секретаря Йеменской социалистической партии Народной Демократической Республики Йемен, вице-президент, министр обороны НДРЙ, бригадный генерал.
Родился в деревне недалеко от города Эд-Дали. С молодых лет участвовал в антиколониальном партизанском движении, сделал армейскую карьеру.
В 1978 году был одним из лидеров переворота против президента Салема Рубайя Али.
На посту министра обороны НДРЙ реорганизовал южнойеменскую армию по советскому образцу.
В апреле 1980 года заставил Абдель Фаттаха Исмаила оставить пост Председателя Президиума Верховного Народного Совета «по состоянию здоровья» и добровольно передать власть Али Насеру Мухаммеду, при котором стал вице-президентом страны. Позже стал противником последнего. В 1981 году снят с поста министра обороны.
13 января 1986 года застрелен в числе нескольких других государственных лидеров на заседании Политбюро ЙСП по приказу Али Насера Мухаммеда.